# 桑名カントリー倶楽部
桑名カントリー倶楽部（くわなカントリーくらぶ）は、三重県桑名市嘉例川にあるゴルフ場である。

## 概要
1955年（昭和30年）、三重県にゴルフ場が無いことから、三重県のゴルフ好きは愛知県の「名古屋ゴルフ倶楽部」（1929年（昭和4年）開場、設計・大谷光明）、「愛知カンツリー倶楽部」（1954年（昭和29年）開場、設計・井上誠一）、「森林公園ゴルフ場」（[1955年]（昭和30年）開場、設計・上田治）などに出かけて行った。
地元の諸戸精文は、「三重県にもゴルフ場を」と考えていた。1957年（昭和32年）11月、諸戸から相談を受けた「霞ヶ関カンツリー倶楽部」（1929年（昭和4年）開場、設計・（東）藤田欽哉、赤星四郎、アリソン、（西）井上誠一）の理事長の伊東与三郎は、コース設計家の井上誠一に桑名ゴルフ場計画を説明した。井上誠一は、建設予定地の桑名市嘉例川地区の丘陵地を見たところ、急峻な地形と土壌の砂利で芝生が根付くか心配だった。
新たなゴルフ場の建設に向けて経営母体「株式会社桑名カントリー倶楽部」が設立され、社長に諸戸が就任、名古屋の佐々部晩穂が理事長に就任した。1958年（昭和33年）8月、ゴルフ場造成の起工式が行われた、1959年（昭和34年）10月、工事は完成し仮開場された。同年12月、秋に伊勢湾台風の影響で工事費がかさみ、支払いをめぐって桑名と名古屋が対立、最終的には社長の諸戸は理事を退いた。
開場したコースは18ホール、地形は理想的ではなく、2、3年後の改造が必要とされる出来だった。井上誠一が設計したゴルフ場は、「霞ヶ関カンツリー倶楽部」、「武蔵カントリークラブ」（1959年（昭和34年）開場）など多くは平坦地であるが、丘陵コースや山コースでは山の地形をそのまま生かした。平成となり、コースの大改修が行われ、距離は延長された。

## 所在地
〒511-0941  三重県桑名市嘉例川861番地

## コース情報
- 開場日 - 1960年4月16日
- 設計者 - 井上 誠一
- 面積 - 1,000,000m2（約30.2万坪）
- コースタイプ - 丘陵コース
- コース - 18ホールズ、パー72、7,280ヤード、コースレート74.8
- フェアウェー - コウライ
- ラフ - ノシバ
- グリーン - 2グリーン、ニューベント
- ハザード - バンカーの105、池が絡むホール4
- ラウンドスタイル - 全組キャディ付き乗用カート
- 練習場 - 17打席220ヤード
- 休場日 - 毎週月曜日、12月31日、1月1日[2]

## クラブ情報
- ハウス面積 - 4,300m2（約1,300.7坪）
- ハウス設計 - 山下寿郎建築事務所
- ハウス施工 - 鹿島建設株式会社[2]

## ギャラリー
- コース - 「桑名カントリー倶楽部」、コースガイド、2021年3月17日閲覧
- ハウス - 「桑名カントリー倶楽部」、施設案内、2021年3月17日閲覧

## 交通アクセス
- 鉄道 - 関西線 (JR東海)・近鉄名古屋線・養老鉄道 - 桑名駅より タクシー利用約15分
- 道路 - 東名阪自動車道 - 桑名東ICより 約6km 約10分[3]

## エピソード
- 桑名カントリー倶楽部には、「地形、佇まいが和合に似ている」、「桑名には和合のメンバーが多い」など、名古屋とのつながりがを表現する傾向がある。

## 関連文献
- 『建築と社会 Architecture and society』、「作品作風 ゴルフクラブハウス 10題 桑名カントリー倶楽部 山下寿郎設計事務所 鹿島建設kk」、大阪 日本建築協会、1960年3月、2021年3月17日閲覧
- 『全国ゴルフ・コース案内 関西篇』、「桑名カントリー倶楽部」、水谷準著、東京 ベースボール・マガジン社、1963年、2021年3月17日閲覧
- 『中部財界名門ゴルフ場探訪(5)』、「「桑名カントリー倶楽部」井上誠一氏設計の手造りコース」、名古屋 中部財界社、1991年5月、2021年3月17日閲覧
- 『ゴルフ場ガイド 西版』、2006-2007、「くまもと阿蘇カントリークラブ」、東京 ゴルフダイジェスト社、2006年5月、2021年3月17日閲覧
- 『美しい日本のゴルフコース BEAUTIFUL GOLF CULTURE IN JAPAN 日本のゴルフ110年記念 ゴルフは日本の新しい伝統文化である』、ゴルフダイジェスト社「美しい日本のゴルフコース」編纂委員会編、「昭和30年代、三重県内にゴルフ場を造ることが地元財界人の念願だった」、東京 ゴルフダイジェスト社、2013年12月、2021年3月17日閲覧